# Liste der Bodendenkmäler in Itzgrund
Auf dieser Seite sind die Bodendenkmäler in der oberfränkischen Gemeinde Itzgrund zusammengestellt. Diese Tabelle ist eine Teilliste der Liste der Bodendenkmäler in Bayern. Grundlage ist die Bayerische Denkmalliste, die auf Basis des Bayerischen Denkmalschutzgesetzes vom 1. Oktober 1973 erstmals erstellt wurde und seither durch das Bayerische Landesamt für Denkmalpflege geführt wird. Die folgenden Angaben ersetzen nicht die rechtsverbindliche Auskunft der Denkmalschutzbehörde.

## Bodendenkmäler in Itzgrund
| Lage       | Objekt                                                                                         | Akten-Nr.     | Bild |
| ---------- | ---------------------------------------------------------------------------------------------- | ------------- | ---- |
| (Standort) | Mittelalterlicher Turmhügel sowie untertägige Teile des frühneuzeitlichen Oberen Schlosses     | D-4-5831-0026 |      |
| (Standort) | Station vermutlich des Mesolithikums.                                                          | D-4-5831-0027 |      |
| (Standort) | Freilandstation des Mesolithikums.                                                             | D-4-5831-0030 |      |
| (Standort) | Freilandstation des Mesolithikums.                                                             | D-4-5831-0032 |      |
| (Standort) | Siedlung der Linearbandkeramik.                                                                | D-4-5831-0033 |      |
| (Standort) | Siedlung vor- und frühgeschichtlicher Zeitstellung.                                            | D-4-5831-0034 |      |
| (Standort) | Mittelalterlicher Turmhügel und frühneuzeitliches Wasserschloss, teilweise überbaut.           | D-4-5831-0037 |      |
| (Standort) | Freilandstation des Mesolithikums.                                                             | D-4-5831-0038 |      |
| (Standort) | Siedlung der römischen Kaiserzeit.                                                             | D-4-5831-0092 |      |
| (Standort) | Untertägige Teile der spätmittelalterlichen und frühneuzeitlichen Evang.-Luth. Pfarrkirche     | D-4-5831-0101 |      |
| (Standort) | Untertägige Teile der spätmittelalterlichen und frühneuzeitlichen Evang.-Luth. Pfarrkirche     | D-4-5831-0104 |      |
| (Standort) | Mittelalterlicher Vorgängerbau und untertägige Teile der frühneuzeitlichen Kath. Kirche        | D-4-5831-0107 |      |
| (Standort) | Vorgängeranlagen sowie untertägige Teile des frühneuzeitlichen Schlosses von Lahm              | D-4-5831-0109 |      |
| (Standort) | Untertägige Teile des mittelalterlichen und frühneuzeitlichen Friedhofs von Lahm               | D-4-5831-0113 |      |
| (Standort) | Mittelalterlicher Vorgängerbau und untertägige Teile der frühneuzeitlichen Evang.-Luth. Kirche | D-4-5831-0114 |      |
| (Standort) | Mittelalterliche Vorgängerbauten sowie untertägige Teile                                       | D-4-5831-0115 |      |
| (Standort) | Befunde des Mittelalters und der frühen Neuzeit i                                              | D-4-5831-0116 |      |
| (Standort) | Archäologische Befunde von mittelalterlichen Vorgängeranlagen und untertägige Teile            | D-4-5831-0166 |      |
| (Standort) | Siedlung der frühen Latènezeit.                                                                | D-4-5931-0001 |      |